# Ivan Basara
Ivan Basara (szerb cirill átírással: Иван Басара) (Belgrád, 1988. október 25. –) szerb vízilabdázó, a Pécsi VSK játékosa.